# ثروت (اسم)
ثروت هو اسم علم مذكر من أصل عربي، ومعناه هو الثروة وكثرة المالاسم ثروت هو اسم علم مذكر من أصل عربي، ويعني الثروة أو كثرة المال. الاسم يعبر عن الغنى والرخاء المالي، ويرتبط بالنجاح والازدهار. يشيع استخدامه في البلدان العربية، ويُعتبر من الأسماء القديمة التي تحمل دلالة إيجابية مرتبطة بالرزق والخير.إضافات أخرى:يُستخدم هذا الاسم في بعض الأحيان أيضًا كاسم علم مؤنث، وإن كان أقل شيوعًا في هذا السياق.يتميز الاسم بسهولة نطقه وارتباطه بقيم اجتماعية واقتصادية محبوبة في المجتمعات العربية.

## شخصيات تحمل الاسم
- ثروت أباظة (صحفي مصري، 28 يونيو 1927 – 17 مارس 2002)
- ثروت التلهوني
- ثروت الحجاج (لاعبة رفع أثقال بارالمبية أردنية)
- ثروت الحسن (أميرة أردنية، عقيلة الأمير الحسن بن طلال، 24 يوليو 1947 – )
- ثروت الخرباوي
- ثروت باسيلي (رجل أعمال مصري، 14 سبتمبر 1940 – 5 ديسمبر 2017)
- ثروت بدوي
- ثروت جيتن (لاعب كرة قدم تركي، 17 مارس 1981[4] – )
- ثروت سزا قادين (زوجة السلطان العثماني عبد المجيد الأول، 1 سبتمبر 1823 – 25 سبتمبر 1878)
- ثروت عكاشة (سياسي مصري، 18 فبراير 1921 – 27 فبراير 2012)

## وصلات خارجية
- موسوعة السلطان قابوس لأسماء العرب نسخة محفوظة 5 أبريل 2019 على موقع واي باك مشين.